# Akron Goodyear Wingfoots 1937-1938
La stagione 1937-38 degli Akron Goodyear Wingfoots fu la 1ª nella NBL per la franchigia.
Gli Akron Goodyear Wingfoots arrivarono secondi nella Eastern Division con un record di 13-5. Nei play-off vinsero la finale di division con gli Akron Firestone Non-Skids (2-0), vincendo poi il titolo battendo nella finale NBL gli Oshkosh All-Stars (2-1).

## Roster
| N° | Naz.                   | Ruolo | Sportivo        | Anno | Alt. | Peso |
| -- | ---------------------- | ----- | --------------- | ---- | ---- | ---- |
|    | Stati Uniti (bandiera) | G     | Chuck Bloedorn  | 1912 | 183  | 82   |
|    | Stati Uniti (bandiera) | GA    | Charley Shipp   | 1913 | 185  | 91   |
|    | Stati Uniti (bandiera) | AC    | Wesley Bennett  | 1913 | 191  | 79   |
|    | Stati Uniti (bandiera) | AC    | Ray Morstadt    | 1913 | 188  | 100  |
|    | Stati Uniti (bandiera) | AC    | Bob Cope        | 1911 | 193  | 86   |
|    | Stati Uniti (bandiera) | A     | Russ Ochsenhirt | 1912 | 191  | 88   |
|    | Stati Uniti (bandiera) | GA    | Chelso Tamagno  | 1912 | 178  | 84   |
|    | Stati Uniti (bandiera) | C     | Dean Mealy      | 1915 | 193  | 88   |
|    | Stati Uniti (bandiera) | GA    | Wilson Fitts    | 1915 | 188  | 75   |
|    | Stati Uniti (bandiera) | A     | Mal Rush        | 1909 | 183  | 77   |
|    | Stati Uniti (bandiera) | G     | Johnny McAdams  | 1912 | 178  | 67   |
|    | Stati Uniti (bandiera) | G     | Leroy Lins      | 1913 | 185  | 79   |

## Staff tecnico
- Allenatore: Lefty Byers